# Buck the World
| Críticas profissionais | Críticas profissionais |
| Pontuações agregadas   | Pontuações agregadas   |
| Fonte                  | Avaliação              |
| ---------------------- | ---------------------- |
| Metacritic             | 70/100                 |
| Avaliações da crítica  |                        |
| Fonte                  | Avaliação              |
| Allmusic               | [ 2 ]                  |
| Entertainment Weekly   | B+                     |
| HipHopDX               | [ 4 ]                  |
| Pitchfork Media        | 6.1/10                 |
| RapReviews             | 7.5/10                 |
| Rolling Stone          | [ 7 ]                  |
| Stylus Magazine        | B−                     |
| XXL                    | [ 9 ]                  |

Buck the World é o segundo álbum de estúdio do rapper norte-americano Young Buck. Foi lançado em 27 de março de 2007, através da G-Unit Records e Interscope Records.

## História
O título é ligado a expressão "Fuck the World". O álbum teve a produção de Dr. Dre, J.U.S.T.I.C.E. League, Jazze Pha, Lil Jon, Polow Da Don, entre outros. Contou com a participação de 50 Cent, Chester Bennington, Young Jeezy, Bun B, Trick Daddy e Lyfe Jennings, entre outros.
O primeiro single foi a música "I Know You Want Me", produzido por Jazze Pha, que fez também uma participação na música. O segundo single foi "Get Buck", produzido por Polow Da Don, e o terceiro single foi "U Ain't Goin' Nowhere", lançado dia 18 de março de 2007.
O iTunes substituiu a versão do álbum "Lose My Mind"/"Funeral Music" por apenas "Funeral Music", com 3:15 de duração.

## Faixas
| N.º | Título                                                                                | Produtor(es)               | Duração |  |
| 1.  | "Push 'Em Back"                                                                       | Young RJ, Craig Lane (co.) | 3:55    |  |
| 2.  | "Say It to My Face" (8Ball & MJG & Bun B)                                             | Jiggalo                    | 3:40    |  |
| 3.  | "Buss Yo' Head"                                                                       | J.U.S.T.I.C.E. League      | 4:58    |  |
| 4.  | "I Ain't Fucking Wit U!" (Trick Daddy & Snoop Dogg) (vocal adicional de Dion Jenkins) | Hi-Tek                     | 3:52    |  |
| 5.  | "Get Buck"                                                                            | Polow da Don               | 4:14    |  |
| 6.  | "Buck the World" (Lyfe Jennings)                                                      | Jake One                   | 3:46    |  |
| 7.  | "Slow Ya Roll" (Chester Bennington) (vocal adicional de Res)                          | Doc McKinney & Gramps      | 3:43    |  |
| 8.  | "Hold On" (50 Cent)                                                                   | Dr. Dre, Che Vicious (co.) | 3:59    |  |
| 9.  | "Pocket Full of Paper" (Young Jeezy)                                                  | DJ Toomp                   | 3:45    |  |
| 10. | "Haters" (Kokane) (vocal adicional de Traci Nelson)                                   | Vitamin D                  | 4:10    |  |
| 11. | "U Ain't Goin' Nowhere" (LaToiya Williams)                                            | Dr. Dre & Mark Batson      | 3:59    |  |
| 12. | "Money Good"                                                                          | Lil Jon                    | 4:11    |  |
| 13. | "Puff Puff Pass" (Ky-Mani Marley)                                                     | Tha Bizness                | 4:40    |  |
| 14. | "Clean Up Man"                                                                        | Jake One, G Koop           | 4:22    |  |
| 15. | "4 Kings" (Pimp C, Young Jeezy & T.I.)                                                | Jazze Pha                  | 4:52    |  |
| 16. | "I Know You Want Me" (Jazze Pha)                                                      | Jazze Pha                  | 4:45    |  |
| 17. | "Lose My Mind"                                                                        | Eminem                     | 3:18    |  |

| Faixa extra |                                          |              |         |  |
| N.º         | Título                                   | Produtor(es) | Duração |  |
| 18.         | "Funeral Music" (performance de 50 Cent) | Key Kat      | 3:15    |  |